# ناوكو يامازاكي
ناوكو يامازاكي (باليابانية: 山崎直子) (و. 1970 – م) هي رائدة فضاء من اليابان . ولدت في ماتسودو، تشيبا .

## ريادة الفضاء
شاركت في المهمات الفضائية:
- STS-131.

## التعليم
تعلمت في جامعة طوكيو